# Четтьяр, Ангиди
Ангиди Вириах Четтьяр (там. அங்கிடி செட்டியார், англ. Angidi Verriah Chettiar, 29 апреля 1928, Мадурай, Тамилнад, Британская Индия — 15 сентября, 2010, Порт-Луи, Маврикий) — вице-президент Маврикия с (1 июля 1997 года по 17 февраля 2002 года, с 24 августа 2007 года по 15 сентября 2010 года, и. о. президента Маврикия с 15 февраля по 18 февраля 2002 года. Видный деятель лейбористской партии, состоял в её членах более 50 лет.

## Биография
В 10-летнем возрасте переехал из Индии на Маврикий. Окончил Королевский колледж в Порт-Луи.
C 1952 года член Лейбористской партии, с 1976 по 1997 год — казначей и член исполнительного и политического бюро партии.
С 1967 по 1982 год — член парламента, с 1976 по 1980 год — парламентский организатор.
С 1971 по 1973 год — генеральный секретарь Федерации тамильских храмов Маврикия, с 1973 по 1976 год — президент этой организации.
С 1981 по 1982 год — государственный министр в канцелярии премьер-министра Маврикия Сивусагура Рамгулама.
В 1987 году стал командором ордена Британской империи.
С 1 июля 1997 по 17 февраля 2002 года — вице-президент Маврикия.
С 15 февраля 2002 года исполнял обязанности президента Маврикия после отставки Кассема Утима, однако 18 февраля сам подал в отставку. В обоих случаях причиной отставки президентов становилось несогласие с принятым парламентом страны так называемым антитеррористическим актом. По мнению обоих президентов, этот закон имеет дискриминационный характер по отношению к мусульманам и дает недопустимо широкие полномочия национальной полиции и армии.
24 августа 2007 года, после возврата Навина Рамгулама на пост лидера Лейбористской партии, был вновь назначен на пост вице-президента Маврикия, президентом Анирудом Джагнотом.
В марте 2006 года был назначен почётным председателем Лейбористской партии Маврикия.
Ангиди Четтьяр скончался 15 сентября 2010 года на посту вице-президента от проблем со здоровьем. У него остались 4 сыновей и 1 дочь. Другой сын уже умер.